# Ectoedemia terebinthivora
Ectoedemia terebinthivora là một loài bướm đêm thuộc họ Nepticulidae. Nó là loài duy nhất được tìm thấy ở Hy Lạp (Ionian và Aegean Islands) và Thổ Nhĩ Kỳ (Anatolia).
Sải cánh dài 4.1-5.2 mm. Con trưởng thành bay từ tháng 6 đến tháng 7 và từ tháng 5 đến tháng 6. There are probably two generations per year.
Ấu trùng ăn Pistacia terebinthus. Chúng ăn lá nơi chúng làm tổ. 